# Крешков, Анатолий Павлович
Анатолий Павлович Крешков (1907 — 1980) — советский химик, доктор химических наук (1941), профессор (1942), заведующий кафедрой Московского химико-технологического института имени Д. И. Менделеева, заслуженный деятель науки и техники РСФСР (30 октября 1968), заслуженный деятель науки и техники Бурятской АССР (1970).

## Биография
Родился в семье народного учителя. В 1926 окончил химическое отделение Горского индустриального техникума во Владикавказе, после чего продолжил образование на химическом факультете Московского химико-технологического института имени Д. И. Менделеева, где впоследствии проработал всю жизнь. В 1930 был оставлен ассистентом кафедры общей, неорганической и аналитической химии. В 1935 защитил кандидатскую диссертацию. В 1937 избран первым заведующим вновь созданной кафедрой аналитической химии, которой бессменно руководил на протяжении 40 лет. В 1941 защитил докторскую диссертацию, а год спустя было присвоено звание профессора.
В годы Великой Отечественной войны коллектив кафедры аналитической химии под его руководством выполнил ряд работ, имевших оборонное значение. В 1943-1947 был деканом факультета органической химии, а в 1947-1949 заместителем директора по учебной работе. В 1947-1951 являлся депутатом районного совета депутатов трудящихся, заместителем председателя секции аналитической химии ВХО имени Д. И. Менделеева, работал председателем научно-редакционного совета издательств, членом редакционных коллегий специализированных журналов. Похоронен на Кунцевском кладбище.

## Публикации
- Крешков А. П. Кремнийорганические соединения в технике. 1950.
- Крешков А. П. Анализ кремнийорганических соединений. 1956.
- Крешков А. П. Руководство по анализу мономерных и полимерных кремнийорганических соединений. 1962.
- Крешков А. П. Основы аналитической химии. В 3-х томах. Химия, 1976 — 1977. Стр. 472 + 480 + 488.[2]

Опубликовал более 300 научных работ, в том числе несколько монографий по вопросам аналитической химии неводных растворов и их физико-химическим свойствам, а также порядка 50 авторских свидетельств и патентов на изобретения.